# Dechové kvinteto
Dechové kvinteto je hudební soubor, který tvoří pět hráčů na dechové nástroje. Toto hudební těleso se v současném obsazení začalo vyskytovat na počátku 19. století. Standardní zastoupení nástrojů dechového kvinteta je flétna, hoboj, klarinet, lesní roh a fagot. 
Díky svému složení je dechové kvinteto barevně nejbohatším ze standardních komorních souborů[zdroj?]. Z pěti nástrojů pouze hoboj a fagot tvoří tón stejným způsobem (dva spojené rákosové plátky - tzv. strojek), každý ze zbylých nástrojů vytváří tón jinak a proto i jinak zní. Flétnu v podstatě rozeznívá pouze proudění vzduchu přes hlavici a přesto, že je dnes většinou kovová, patří mezi dřevěné dechové nástroje. Klarinet má jeden plátek přpevněný k hubičce a nástroj rozeznívá jeho kmitání. Lesní roh je zástupcem žesťů neboli plechových dechových nástrojů. Tón tvoří troubením do náústku.
Hlavní zásluhu na  rozšíření dechových kvintet mají dva skladatelé - Franz Danzi a Antonín Rejcha. Danziho 9 a Rejchových 24 dechových kvintet položilo stejně pevný základ pro toto složení, jako pro smyčcové kvarteto vytvořili základ Haydn a Mozart[zdroj?]. Díky působení Antonína Rejchy na pařížské konzervatoři komponovali v 19. století pro toto obsazení hlavně francouzští skladatelé (Paul Taffanel ...). Teprve na začátku 20. století se začíná více prosazovat i v jiných zemích.
Kromě kvintet Danziho a Rejchy určitě stojí za zmínku skladatelé Paul Hindemith (Eine kleine Kammermusic), Václav Trojan (především jeho první kvintet na motivy národních písní), Darius Milhaud (Krb krále René), Jacques Ibert (Tři krátké kusy), Gyorgy Ligeti (Šest bagatel) a kvintety Carla Nielsena.